# Josep Maria Xammar
Josep Maria Xammar y Sala (Juneda, 1901 - Ciudad de México, 1967) fue un político independentista catalán, hermano de Gabriel Xammar. Durante la dictadura de Primo de Rivera se exilió a Argentina, donde participó de las actividades de los independentistas catalanes.

## Biografía
Miembro de Bandera Negra y posteriormente líder del Partit Nacionalista Català (PNC), en 1934 fue uno de los implicados en los enfrentamientos entre la Generalidad de Cataluña y los órganos judiciales a raíz del llamado "Caso Xammar".
El mes de julio de 1936, el PNC se incorporó en Estat Català, donde Xammar fue nombrado el número dos del partido, por debajo el secretario general, Joan Torres y Picart. Pero la implicación de este en el Complot de noviembre de 1936 con Joan Casanovas, que lo obligó a exiliarse, lo convirtió en el líder más visible del partido.
Al acabar la Guerra civil española se exilió a Francia y después pasó a la República Dominicana y finalmente a México, donde continuó trabajando a favor de la independencia catalana desde la Unión de los Catalanes Independentistas. Allí creó la empresa de decoración Curvomex con el arquitecto catalán Jordi Tell. Ya en el exilio es el supuesto autor de una carta a un amigo, no datada ni firmada, donde explica los hechos de noviembre de 1936.